# Tojinium
Tojinium japonicum és una espècie d'aranya araneomorfa de la subfamília dels erigonins, dins de la família Linyphiidae. És l'únic membre del gènere monotípic Tojinium .
Fou descrit per primera vegada per H. Saito i H. Ono l'any 2001.  Es pot trobar al Japó.